# اوسنووکا-ورنبه
اوسنووکا-ورنبه (به لهستانی:  Osnówka-Wyręby) یک روستا در لهستان است که در گمینا پرلیوو واقع شده‌است.